# Generator Gawl
Generator Gawl (ジェネレイター ガウル?, Jenereitā Gauru) è una serie televisiva anime di dodici episodi, prodotta dalla Tatsunoko e trasmessa da TV Tokyo fra il 6 ottobre 1998 ed il 22 dicembre 1998. L'anime è stato adattato in lingua italiana dalla Dynit che l'ha pubblicata in tre DVD.

## Trama
La storia è ambientata nel settembre 2007, anno in cui il professor Takuma Nekasa scoprì un codice genetico in grado di schiudere il potenziale, rimasto segreto per millenni, degli esseri umani e contemporaneamente esporre l'intera razza umana di fronte alla sua più grande minaccia. Come risultato, Gawl, Koji e Ryo, tre giovani ricercatori provenienti dal futuro, hanno viaggiato indietro nel tempo per sventare l'errore di Nekasa. L'intenzione dei tre è di arrivare un anno prima della catastrofe, tuttavia per alcuni errori di calcolo i tre si ritrovano appena tre mesi prima l'evento disastroso. Nel loro tentativo di salvare il mondo, i tre si dovranno scontrare con la misteriosa e perfida Ryuko Saito, una scienziata che vorrebbe che il futuro vada esattamente come previsto. Saito è aiutata dai Generators, assassini ultraterreni che si fingono esseri umani. Mentre Ryo e Koji tentano di portare a termine la propria missione, Gawl sarà costretto a diventare egli stesso un Generator, per poter combattere Saito con le sue stesse armi.

## Personaggi e doppiatori
- Gawl Kudo (Doppiatore: Hayashi Nobutoshi / Massimiliano Alto)
- Koji Suzuki (Doppiatore: Miki Shinichiro / Massimiliano Manfredi)
- Ryo Tanaka (Doppiatore: Tsutomu Kashiwakura / Daniele Raffaeli)
- Masami Shippo (Doppiatrice: Yukino Satsuki / Federica De Bortoli)
- Natsume Chigara (Doppiatrice: Yoshida Konami / Perla Liberatori)
- Ryuko Saito (Doppiatrice: Yoriko Yamaguchi / Liliana Sorrentino)
- Takuma Nekasa (Doppiatore: Yoku Shioya / Saverio Indrio)
- Kanae (Doppiatore: Hori Hideyuki / Francesco Prando)

## Episodi
| Nº | Titolo italiano Giapponese 「Kanji」 - Rōmaji                     | In onda          | In onda |
| Nº | Titolo italiano Giapponese 「Kanji」 - Rōmaji                     | Giapponese       |         |
| 1  | The Visitors/I visitatori 「来訪者」                              | 7 ottobre 1998   |         |
| 2  | Flowers & Girls/La ragazza dei fiori 「花と少女」                 | 14 ottobre 1998  |         |
| 3  | Curiosity/Gli occhi del dubbio 「疑惑ノ瞳」                       | 21 ottobre 1998  |         |
| 4  | Future Memory/Memorie dal futuro 「未来ノ記憶」                   | 28 ottobre 1998  |         |
| 5  | The Best of Both Worlds/Forme di dissidio 「諍いのカタチ」        | 4 novembre 1998  |         |
| 6  | Chameleons/La promessa 「約束」                                   | 11 novembre 1998 |         |
| 7  | Secrets & Lies/Segreti e bugie 「秘密ト嘘ト」                     | 18 novembre 1998 |         |
| 8  | Renegade/La strada del tempo 「刻の道程」                         | 29 novembre 1998 |         |
| 9  | Storms/Piove su di noi 「ボクラノウエニ雨ガフル」                 | 2 dicembre 1998  |         |
| 10 | The Janus/Il bosco dove cadono le foglie morte 「落ち葉のふる森」 | 9 dicembre 1998  |         |
| 11 | Rage/Il confine della tristezza 「悲しみの果て」                  | 16 dicembre 1998 |         |
| 12 | Out of Time/Al di là del tempo 「時をこえるもの」                 | 23 dicembre 1998 |         |

## Colonna sonora
Sigla di apertura
- I Want Out cantata da Yuki Saga

Sigla di chiusura
- "Kore wo Koi to Iemashou ka cantata da Yoshimba